# Araeognatha sichotensis
Araeognatha sichotensis là một loài bướm đêm trong họ Noctuidae.